# Mohammad Ahmad Hosseini
Mohammad Ahmad Hosseini (persisch محمد احمد حسینی; * 16. September 1977) ist ein ehemaliger iranischer Leichtathlet, der im Hürdenlauf sowie im Siebenkampf an den Start ging.

## Sportliche Laufbahn
Mohammad Ahmad Hosseinis einzige internationale Meisterschaftsteilnahme war im Jahr 2004, als er bei den Hallenasienmeisterschaften in Teheran in 8,17 s den siebten Platz im 60-Meter-Hürdenlauf belegte und im Siebenkampf mit neuem Landesrekord von 5387 Punkten die Silbermedaille hinter dem Kasachen Pawel Dubizki gewann.

## Persönliche Bestleistungen
- 110 m Hürden: 14,63 s, 14. Mai 2004 in Schiras
  - 60 m Hürden (Halle): 8,09 s, 7. Februar 2004 in Teheran
  - Siebenkampf (Halle): 5387 Punkte, 7. Februar 2004 in Teheran